# Gurre-Lieder

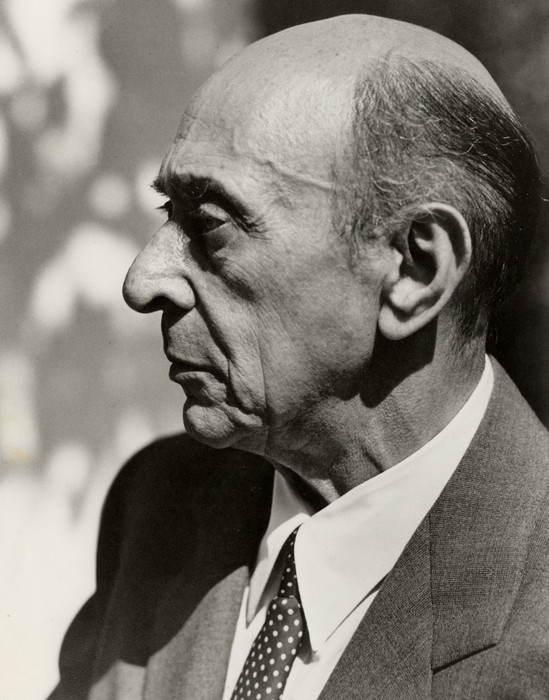
Arnold Schönberg

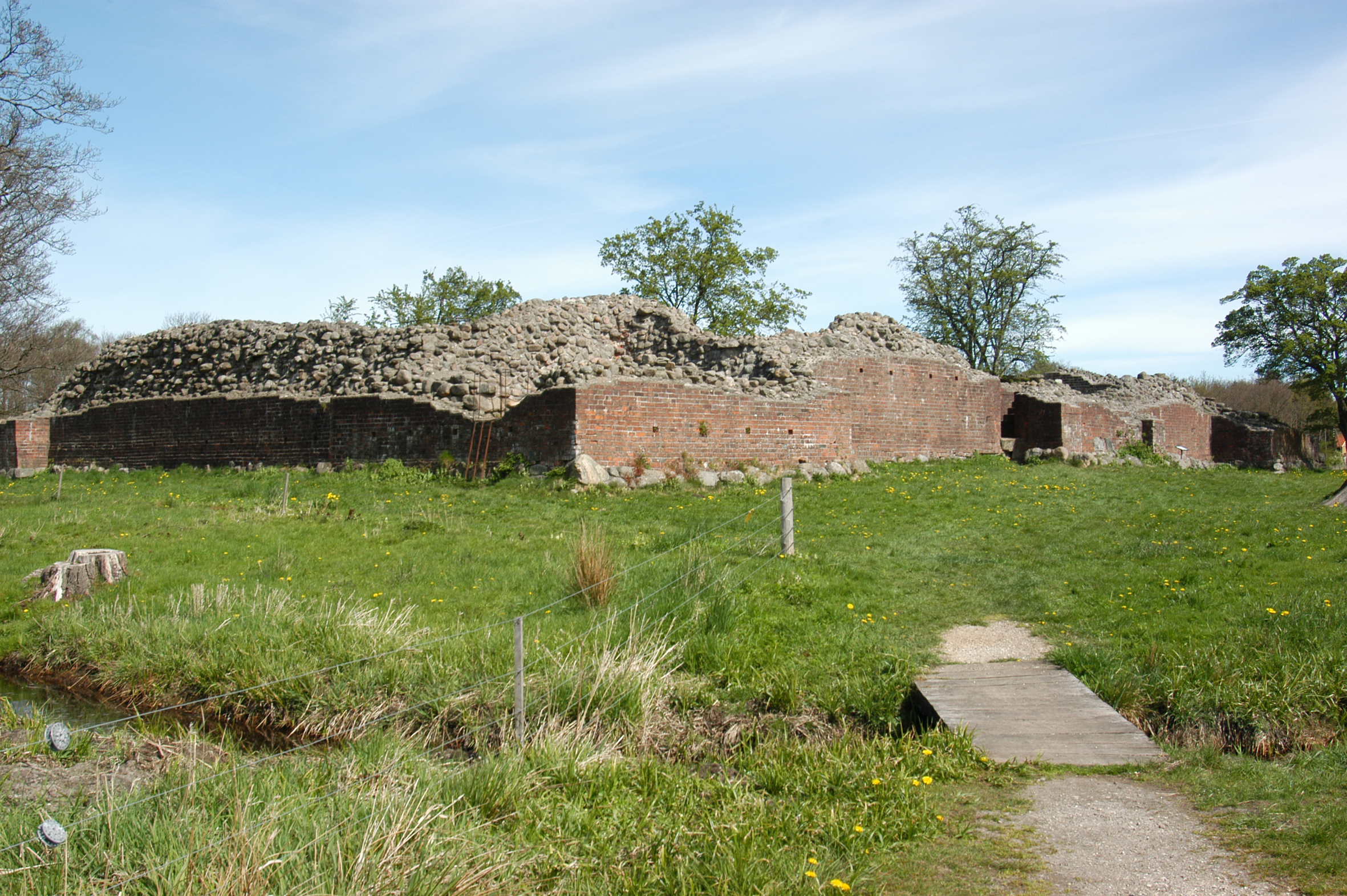
Ruinerna av Gurre slott 2007.

Gurre-Lieder, på svenska Gurresånger, är en kantat i senromantisk stil av Arnold Schönberg, huvudsakligen komponerad 1900–1901, men fullbordad 1911. Verket är komponerat för mycket stor symfoniorkester med cirka 150 musiker, fem sångsolister, en talsjungande recitatör (se Sprechgesang), tre fyrstämmiga manskörer och åttstämmig blandad kör. Speltiden är cirka 100 minuter. Texten är av den danske författaren Jens Peter Jacobsen, översatt till tyska av Robert Franz Arnold. Titeln syftar på Gurre slott på norra Själland som numera är en ruin. Slottet är platsen för den medeltida kärlekstragedin i Jacobsens dikter som kretsar kring den danska legenden om kung Valdemar Atterdags kärlek till sin älskarinna Tove och mordet på henne som utfördes av hans drottning Helvig. 